# Bar della rabbia
Bar della rabbia è l'album d'esordio del cantautore italiano Alessandro Mannarino, pubblicato nel 2009 dalla Leave music e distribuito dalla Universal Music. L'album è stato finalista al Premio Gaber e al Premio Tenco nella sezione Miglior opera prima.

## Descrizione
L'album raccoglie una selezione delle canzoni scritte da Mannarino negli anni precedenti, scelte in maniera da "metterci un po' tutto il suo mondo". I testi delle canzoni alternano dialetto romanesco e italiano e sono ispirati alla vita notturna nei quartieri di Monti, San Lorenzo e Pigneto e alle poesie di Trilussa.
La musica ha varie ispirazioni, e passa dal blues di Soldi, cantata nello stile di Tom Waits (che Mannarino considera un suo nume tutelare) alla pizzica di Scetate vajò passando per influenze balcaniche (Tevere Grand Hotel, Amore nero) e degli stornelli romani (Il bar della rabbia).
Il titolo dell'album rappresenta per Mannarino "il bar che vedevo di fronte a casa, con gente che beveva e giocava a carte. Mi è venuto spontaneo ambientare lì i miei racconti in musica".

## Tracce
Testi e musiche di Alessandro Mannarino.
1. Intro – 0:29
2. Me so' mbriacato – 3:28
3. Svegliatevi italiani – 3:55
4. Elisir d'amor – 3:16
5. Le cose perdute – 3:29
6. Il bar della rabbia – 5:03
7. Tevere Grand Hotel – 3:02
8. Scetate vajò – 3:35
9. Osso di seppia – 4:10
10. La strega e il diamante – 4:44
11. Il pagliaccio – 6:17
12. L'amore nero – 2:55
13. Soldi – 6:37
14. The End – 0:41

## Classifiche
| Classifica (2011) | Posizione raggiunta |
| ----------------- | ------------------- |
| Italia            | 87                  |